# Paardjesklok

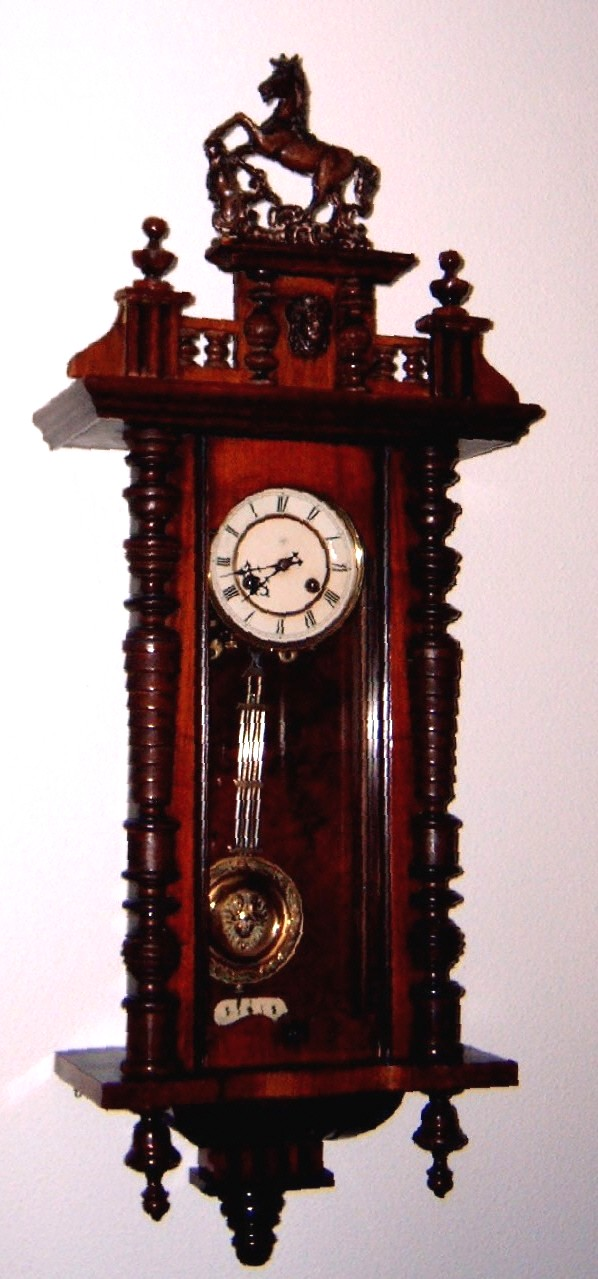
Paardjesklok

De paardjesklok is een klok met als opvallend ornament een houten paard bovenop die populair was rond het Fin de siècle omstreeks 1900. Het was een van de eerste klokken die aan de lopende band in fabrieken werd vervaardigd, het eerst in Duitsland, en daardoor relatief goedkoop. Veel 'gewone mensen' konden zich deze klok dan ook veroorloven. Heden ten dage is deze klok nog veel te zien bij mensen die deze overerfden van hun grootouders of (nu veelal) overgrootouders.
Er zijn verschillende uitvoeringen van deze klok. De belangrijkste twee waren de in bovenstaande afbeelding weergegeven uitvoering en een met een iets kortere kast. Het slaguurwerk laat op elk vol uur horen hoe laat het is; veel paardjesklokken produceren ook op het halve uur en soms op het kwartier een belgeluid.
Er bestaan ook uitvoeringen van deze klok zonder een paard bovenop, dit model klok wordt dan toch Paardjesklok genoemd.